# Ole Lamm
Pour les articles homonymes, voir Lamm.
Ole Albert Lamm est un physico-chimiste suédois ayant travaillé sur les problèmes de diffusion et de sédimentation.

## Biographie
Lamm étudie à l'Université d'Uppsala sous la direction de Theodor Svedberg, Prix Nobel de chimie. Il reçoit son doctorat en 1937. En 1945, il devient professeur de chimie théorique puis, en 1953, de chimie physique au Royal Institute of Technology à Stockholm.
Il établit l'équation de Lamm qui décrit l'évolution d'un soluté par sédimentation dans une expérience de centrifugation. 
En 1957, il devient membre de l'Académie royale des sciences de l'ingénieur de Suède, puis de Académie royale des sciences de Suède en 1958.